# 2115 Irakli
2115 Irakli eller 1976 UD är en asteroid i huvudbältet som upptäcktes den 24 oktober 1976 av den danske astronomen Richard West vid La Silla-observatoriet. Den är uppkallad efter Irakli West, son till upptäckaren.
Asteroiden har en diameter på ungefär 21 kilometer och den tillhör asteroidgruppen Eos.